# Konvergenz (Bergbau)
Als Konvergenz bezeichnet man im Bergbau den sich aufgrund des Gebirgsdrucks als Annäherung von Hangendem und Liegendem ergebenden Längenbetrag. Im Steinkohlenbergbau wurde früher auch die bankrechte Annäherung zweier Konvergenz-Messpunkte als Konvergenz bezeichnet.

## Grundlagen
Im Gebirge herrschen aufgrund des Gebirgsdrucks Spannungen, die durch das Gewicht der überlagernden Gebirgsschichten entstehen. Allerdings sind diese Spannungen bei unverritztem Gebirge im Ruhezustand. Wird nun ein Hohlraum erzeugt, kommt es zu Lastumlagerungen in dem den Hohlraum umgebenden Gebirge. Die Last des Gebirges verlagert sich auf das umliegende Anstehende. Wird der Hohlraum weiter vergrößert, verändert sich auch laufend der Spannungszustand im Gebirge. Ist die Widerstandsfähigkeit des Gebirges größer als die Spannungsänderungen, so kommt es zu keinerlei Veränderung des geschaffenen Hohlraumes. Dabei ist entscheidend, wie hoch das Verhältnis der Vertikalspannung des Gebirgskörpers zur größten Horizontalspannung ist. Sind die durch den Hohlraum entstandenen neuen Spannungen größer als die Gebirgsfestigkeit, reagieren die benachbarten Gesteinsmassen auf diese Spannungen. Da diese Gesteinsmassen keine Möglichkeiten haben, in das unverritzte Gebirge auszuweichen, dringen sie in den Hohlraum ein. Dies erfolgt dann so, dass sich das Gebirge allmählich in den Hohlraum hinein biegt. Es kommt zu Stauchungen des Hohlraumes. Diese Profileinengungen bezeichnet man als Konvergenz. Konvergenzen treten prinzipiell überall auf, wo durch Auffahrung oder Abbau Hohlräume geschaffen werden. Die prozentuale Schrumpfung des Hohlraumvolumens bezeichnet man als Volumenkonvergenz. Sie wird in Prozent des Ausgangsvolumens angegeben. Die Konvergenzen der untertägigen Hohlräume wirken sich bis über Tage aus. Hier kommt es dann zu Senkungen. Die Geschwindigkeit, mit der die Konvergenz vonstattengeht, bezeichnet man als Konvergenzrate. Sie hängt hauptsächlich vom umgebenden Gestein ab.

## Konvergenzarten
Man unterscheidet mehrere Arten von Konvergenzen. Es gibt die Auffahrkonvergenz, die Kriechkonvergenz, die Vorfeldkonvergenz, die Strebkonvergenz und die  Endkonvergenz.
Die Konvergenz, die in Strecken auftritt, welche im Gestein aufgefahren wurden, bezeichnet man als Auffahrkonvergenz. Die Auffahrkonvergenz ist eine Folge der Auffahrung (Anlegung) und ist nach etwa einem halben Jahr abgeschlossen. Einfluss auf die Auffahrkonvergenz haben die Gesteinsfestigkeit des Liegenden und der herrschende Gebirgsdruck. Entsteht nach Abklingen der Auffahrkonvergenz eine weitere Konvergenz, so bezeichnet man diese als Kriechkonvergenz. Kriechkonvergenzen werden durch Flöze hervorgerufen, die sich unter der Streckensohle der aufgefahrenen Strecke befinden.
Die Vorfeldkonvergenz entsteht durch den Zusatzdruck des unterbauten Gebirgskörpers. Sie beginnt, je nach Hangendgestein, zwischen 50 und 100 Metern vor dem Abbaustoß. Bei den Vorfeldkonvergenzen wird zwischen der Vorfeldkonvergenz im Abbaufeld und der Vorfeldkonvergenz im Gewinnungsfeld unterschieden. Aufgrund der Vorfeldkonvergenz wird das Flöz gestaucht und weicht in den Abbauhohlraum aus.
Strebkonvergenzen entstehen an der Versatzkante oder der Bruchkante. Die Breite dieser Zonen liegt bei etwa sechs Metern vom Stoß und reicht bis zum Versatzfeldrand. Durch die Last des Eigengewichtes der Gesteinsschichten biegt sich der Schichtenverband durch und die untersten Schichten brechen in den Strebraum.
Die Nachkonvergenz entsteht im Alten Mann, hier legt sich das Gebirge auf das Bruchwerk oder auf den Versatz auf. Die Nachkonvergenz nimmt bis zur Vollflächenmitte zu. Als Endkonvergenz bezeichnet man die vollständige Zusammendrückung des Bruchhaufwerkes oder des Versatzes.

## Konvergenzmessung
Um Abstandsänderungen zwischen den jeweiligen Konvergenzpunkten zu erfassen, sind Konvergenzmessungen erforderlich. Dazu müssen im jeweiligen Konvergenzbereich entsprechende Konvergenz-Messpunkte errichtet werden, welche dann in regelmäßigen Abständen überprüft werden. Erfasst werden bei den Messungen die räumliche Lage der Konvergenz-Messpunkte zueinander und die zwischen den Messpunkten gemessene räumliche Lage der Konvergenzlinien. Die Messergebnisse werden zur Dokumentation zunächst in eine Skizze und Über Tage in ein Risswerk eingetragen. Nach bestimmten Zeitabständen und entsprechenden Messungen kann die Konvergenz aus der Differenz der Messwerte ermittelt werden. Bei der Berechnung wird die ältere von der neueren Messung abgezogen. Ergeben sich als Differenz negative Werte, spricht man von Konvergenz, bei positiven Werten spricht man von Divergenz. Den Quotienten aus der Konvergenz oder Divergenz ({\displaystyle t_{a}}, {\displaystyle t_{b}}) und der Zeitdifferenz {\displaystyle t_{b}-t_{a}} zwischen den Messzeitpunkten {\displaystyle t_{a}} und {\displaystyle t_{b}} bezeichnet man als Konvergenzgeschwindigkeit. Als Zeitdifferenz werden bevorzugt die Dimensionen Tag, Woche, Monat, Jahr verwendet.

## Konvergenzvorausberechnung
Die Konvergenzvorausberechnung ist ein mathematisch-statistisches Verfahren, welches zur Vorhersage der Endkonvergenz von Abbaustrecken dient. Bei der Konvergenzvorausberechnung werden sowohl geologische als auch betriebliche Einflussgrößen berücksichtigt. Die Konvergenz wird dabei prozentual zur aufgefahrenen Streckenhöhe angegeben. Geologische Einflussgrößen sind die Teufe, die Flözmächtigkeit und das liegende Nebengestein (Liegendkennzahl). Betriebliche Kenngrößen sind die Streckenhöhe und der Saumversatz.

## Gegenmaßnahmen
Da sehr oft aufgrund des Lagerstättenzuschnittes eine Mehrfachnutzung der Abbaubegleitstrecken erforderlich ist, muss dafür gesorgt werden, dass ein ausreichend großer Streckenquerschnitt hinter der Abbaufront erhalten bleibt. Aus diesem Grund werden Maßnahmen und Methoden ergriffen, die hauptsächlich der Konvergenz entgegenwirken sollen. Als wirksame Methode hat sich das Einbringen von Streckenbegleitdämmen aus Baustoffen erwiesen. Der Streckenbegleitdamm wird am Streckensaum unmittelbar nach Strebdurchgang eingebracht. Bei Streckenquerschnittsminderungen durch hochgequollenes Liegendgestein wird der Streckenquerschnitt mittels Senkarbeit wieder vergrößert.